# 폭식증
폭식증(暴食症, 영어: bulimia nervosa)은 음식을 조절할 수 없는 식이장애 중 하나로, 반복적인 폭식행동과 몸무게 증가를 막으려는 목적으로 구토 행동을 하는 증세를 말한다. 신경성 대식증, 신경성 폭식증이라고도 한다.
남녀 비율에 있어서는 1:15로 여성에게 많이 나타나고, 젊은 여성(11세~35세)에게 많이 발병한다.

## 증상
짧은 시간 동안 폭식하고(binge eating) 맛보다는 기계적으로 먹으려고 한다. 복통과 구역질이 날 때까지 먹은 뒤에 몸무게가 증가하는 것을 막기 위해 토하거나 변비약, 이뇨제 등의 약물을 사용하고 운동에 집착하기도 한다. 처음에 구토는 매우 어렵지만 후에는 매우 쉬워지며 나중에는 구토가 폭식을 유발하게 된다. 폭식시에는 달고 기름진 음식을 먹으며 폭식 후 죄책감, 자신에 대한 혐오감, 열등감, 낮은 자존감 등을 느낀다. 심리적으로는 폭식 당시에는 쾌감이 느껴지지만 곧 불쾌하게 바뀌게 되고 이런 불쾌한 감정이 구토를 유발한다. 또한 자신의 행동에 대한 수치감이 크게 느껴지기 때문에 이 사실들을 가족들에게 숨기려고 한다. 체중 조절에 지나치게 신경쓰기 때문에, 자신이 뚱뚱하다고 생각해 다이어트에 매우 신경을 쓰고 음식조절이 안되는 것에 대한 두려움을 가진다.

## 폭식으로 인한 부작용
폭식의 증상이 나타나면 신체적 부작용도 나타나게 된다. 전해질의 불균형 현상이 나타나 심장마비의 위험성이 높아지며, 구토를 자주 하게 되어 소화계 이상이 온다. 식도에 손상이 오고 위확장이나 위천공(gastric perforation)이 나타난다. 또한 구토를 많이 하게 되면 위산의 영향으로 역류성 식도염이 걸릴수도 있고 치아에 부식이 나타나고, 타액이 다량분비되어 귀 밑의 이하선이 부풀어오르게 된다. 또한 급성이지만 부종이 생길 수 있다.

## 진단 기준
A. 아래의 특징을 갖는 폭식행동이 되풀이 된다.
1. 일정시간동안 일반적인 사람들에 비해 뚜렷하게 많이 먹는다.
2. 폭식중 먹는 것을 자제할 수 없다.

B. 체중증가를 막기 위해 구토, 설사제, 이뇨제, 관장, 굶기, 심한 운동 등의 행동을 되풀이한다.
C. A와 B의 행동 모두 3개월 중 평균 1주일에 한번 이상 발생한다.
D. 몸매와 체중에 의한 자기 평가가 지나치다.
대개 이런 이상행동이 적어도 1주일에 1회 이상씩, 3개월 넘어 지속되면 폭식증이란 진단을 내릴 수 있다.

## 원인
심리학적인 요인이 크게 작용한다. 외모에 대한 사회적인 압력, 타인의 눈에 민감하게 반응하는데서 비롯되는 것으로 알려져 있다. 또한 폭식증 환자의 성격이 성취지향적이며 화를 잘 내고 충동적인 성격이 많고 자신과 가까운 사람들에 대해 양가적감정(애정과 증오)을 느끼며, 이런 사람들과 분리되는 데 대한 갈등이 폭식증의 유발을 불러오기도 한다. 생물학적 요인으로는 세로토닌과 노어에피네프린, 엔도핀과 같은 신경전달물질의 이상과 연관이 있는 것으로 추정된다. 한편 유전적으로 우울증의 가족력이 많이 발견되는 편이기 때문에 우울증과도 연관이 있는 것으로 추정되기도 한다.

## 치료
심리적인 치료와 약물치료가 있는데, 약물치료로는 세로토닌의 재흡수를 억제하는 효과가 있는 항우울제 약물들을 투여한다. 일부 환자들의 경우 약물에 반응이 없는 경우도 있다. 심리적인 치료는 이상행동의 개선을 도와주는 인지행동치료나, 환자의 무의식적인 면에 대한 심리치료가 효과적이다. 겉으로 보이는 행동의 개선도 중요하지만 환자의 무의식적인 면에 대한 스스로의 성찰과 탐구가 없으면 행동 개선이 쉽지 않기 때문에 심리치료도 매우 중요하다. 이러한 치료 외에도 영양관리과 영양교육이 필요한데, 이는 가족상담과 함께 이루어지는 것이 좋다. 치료는 단독으로 행하는 것보다 병행해서 이루는 것이 좋다.

## 같이 보기
- 야식증(야식증후군, NES)
- 식사장애(섭식장애)
  - 거식증